# Atak w metrze w Tokio

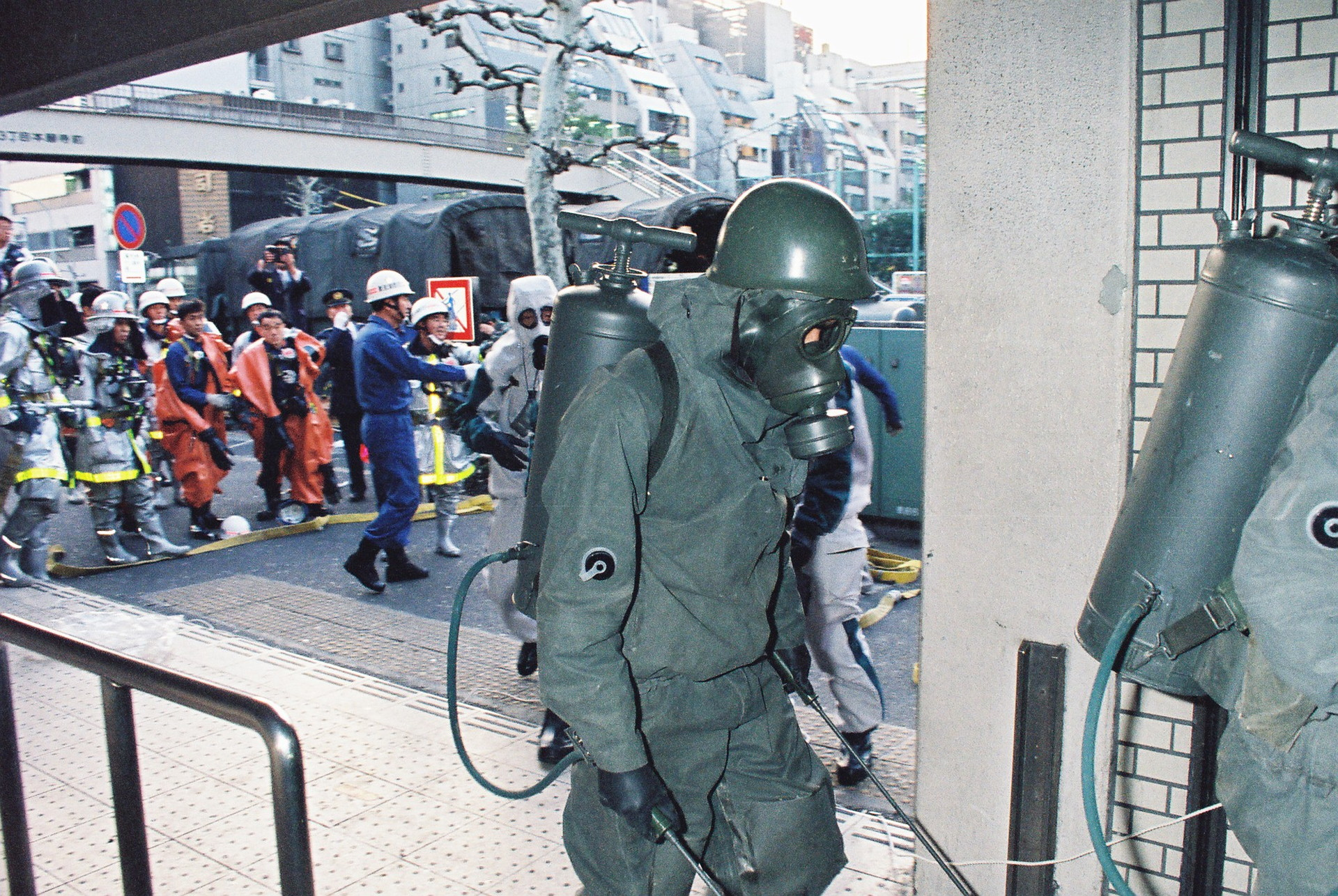
Żołnierze i policjanci przybywający na skażoną sarinem stację metra.

Atak w metrze w Tokio – zamach terrorystyczny, który miał miejsce 20 marca 1995 roku, dokonany przez japońską sektę religijną Aum Shinrikyō, założoną przez Shōkō Asaharę. 

## Opis wydarzenia
Podczas porannego szczytu komunikacyjnego, tuż po godzinie 7 rano, członkowie sekty rozproszyli sarin w pociągach trzech linii metra tokijskiego na stacji Kasumigaseki (dzielnica ministerstw). Na skutek ataku zginęło 12 osób, a ponad 5 tys. zostało poszkodowanych, w tym 135 osób z personelu medycznego udzielającego pomocy, z powodu braku sprzętu ochronnego i nieznajomości metod postępowania po ataku sarinem. Nawet po latach wiele osób cierpi na schorzenia związane z działaniem sarinu (m.in. depresja, trudności z oddychaniem czy uszkodzenia mózgu). 

## Wyrok
Terroryści biorący udział w akcji zostali skazani na karę śmierci lub dożywocie. 6 lipca 2018 roku został wykonany wyrok śmierci na założycielu sekty i sześciu jej członkach.
31 lipca wykonano egzekucje na pozostałych członkach sekty.

## Zaatakowane pociągi
| Zaatakowany pociąg            | Wykonawca zamachu                                | Asystujący kierowca                                  |
| ----------------------------- | ------------------------------------------------ | ---------------------------------------------------- |
| Linia Chiyoda, pociąg A725K   | Ikuo Hayashi (jap. 林 郁夫 Hayashi Ikuo)         | Tomomitsu Niimi (jap. 新見 智光 Niimi Tomomitsu)     |
| Linia Marunouchi, pociąg A777 | Ken'ichi Hirose (jap. 広瀬 健一 Hirose Ken’ichi) | Kōichi Kitamura (jap. 北村 浩一 Kitamura Kōichi)     |
| Linia Marunouchi, pociąg B801 | Tōru Toyoda (jap. 豊田 亨 Toyoda Tōru)           | Katsuya Takahashi (jap. 高橋 克也 Takahashi Katsuya) |
| Linia Hibiya, pociąg B711T    | Masato Yokoyama (jap. 横山 真人 Yokoyama Masato) | Kiyotaka Tonozaki (jap. 外崎 清隆 Tonozaki Kiyotaka) |
| Linia Hibiya, pociąg A720S    | Yasuo Hayashi (jap. 林 泰男 Hayashi Yasuo)       | Shigeo Sugimoto (jap. 杉本 繁郎 Sugimoto Shigeo)     |